# Kościół św. Stanisława Biskupa i Męczennika w Sulinie
Kościół św. Stanisława Biskupa i Męczennika w Sulinie – katolicki kościół filialny zlokalizowany we wsi Sulino w gminie Marianowo, w powiecie stargardzkim (województwo zachodniopomorskie). Należy do parafii Świętych Apostołów Piotra i Pawła w Barzkowicach.

## Historia i architektura
Kościół został wzniesiony pod koniec XV wieku. Murowany z kamieni narzutowych, wzniesiony został na planie prostokąta. Jest budowlą salową, krytą dachem dwuspadowym, z prezbiterium zamkniętym prostą ścianą. W ścianie zachodniej i południowej znajdują się ostrołukowe portale wejściowe. Ściana zachodnia wsparta jest dodanymi w XVIII wieku ceglanymi przyporami. Wnętrze kościoła nakrywa łamany strop drewniany. Wyposażenie jest w całości powojenne, na ścianach zawieszone są stacje drogi krzyżowej z 1885 roku, przywiezione z Wrocławia.
Kościół został zniszczony w trakcie działań wojennych w 1945 roku. Odbudowany został w 1976 roku. Konsekracji świątyni dokonał w dniu 12 grudnia 1976 roku biskup Jerzy Stroba.